# Drepanolejeunea mawtmiana
Drepanolejeunea mawtmiana är en bladmossart som beskrevs av Ajit P.Singh et V.Nath. Drepanolejeunea mawtmiana ingår i släktet Drepanolejeunea och familjen Lejeuneaceae. Inga underarter finns listade i Catalogue of Life.